# Embalse de El Tranco de Beas
Embalse de El Tranco de Beas är en reservoar i Spanien.   Den ligger i provinsen Provincia de Jaén och regionen Andalusien, i den centrala delen av landet, 270 km söder om huvudstaden Madrid. Embalse de El Tranco de Beas ligger 621 meter över havet. Arean är 1,8 kvadratkilometer. I omgivningarna runt Embalse de El Tranco de Beas växer i huvudsak barrskog. Den sträcker sig 11,0 kilometer i nord-sydlig riktning, och 5,8 kilometer i öst-västlig riktning.